# Jänkisjärvi, Norrbotten
Jänkisjärvi är en sjö i Övertorneå kommun i Norrbotten och ingår i Sangisälvens huvudavrinningsområde. Sjön har en area på 1,59 kvadratkilometer och ligger 123,9 meter över havet. Sjön avvattnas av vattendraget Sangisälven (Raitajoki).

## Delavrinningsområde
Jänkisjärvi ingår i det delavrinningsområde (740143-182689) som SMHI kallar för Utloppet av Jänkisjärvi. Medelhöjden är 133 meter över havet och ytan är 10,32 kvadratkilometer. Det finns ett avrinningsområde uppströms, och räknas det in blir den ackumulerade arean 38,01 kvadratkilometer. Avrinningsområdets utflöde Sangisälven (Raitajoki) mynnar i havet. Avrinningsområdet består mestadels av skog (44 procent) och sankmarker (34 procent). Avrinningsområdet har 1,65 kvadratkilometer vattenytor vilket ger det en sjöprocent på 15,9 procent.